# Xysticus quadratus
Xysticus quadratus är en spindelart som beskrevs av Tang och Song 1988. Xysticus quadratus ingår i släktet Xysticus och familjen krabbspindlar. Inga underarter finns listade i Catalogue of Life.